# جوکی کلاب

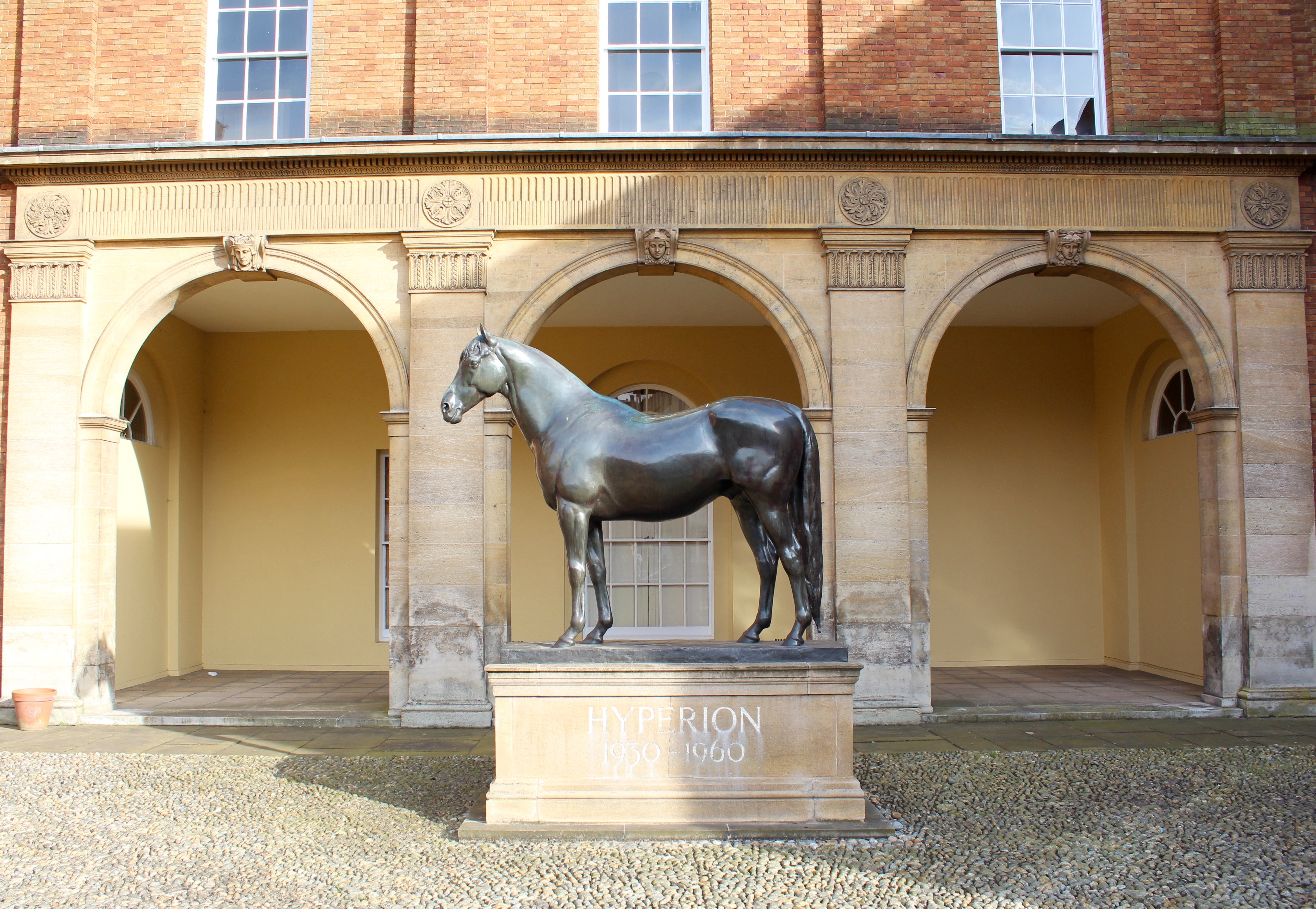
نمایی از اتاق‌های باشگاه جوکی کلاب در نیومارکت، انگلستان - ۲۰۱۵

جوکی کلاب نهادی در بریتانیا است که قوانین اسبدوانی را تدوین و صادر می‌کند. این سازمان همچنین به سوارکاران مجوز شرکت در مسابقات را اعطاء می‌کند. جوکی کلاب در سال ۱۷۵۰ میلادی تأسیس شد.